# Batouchovice

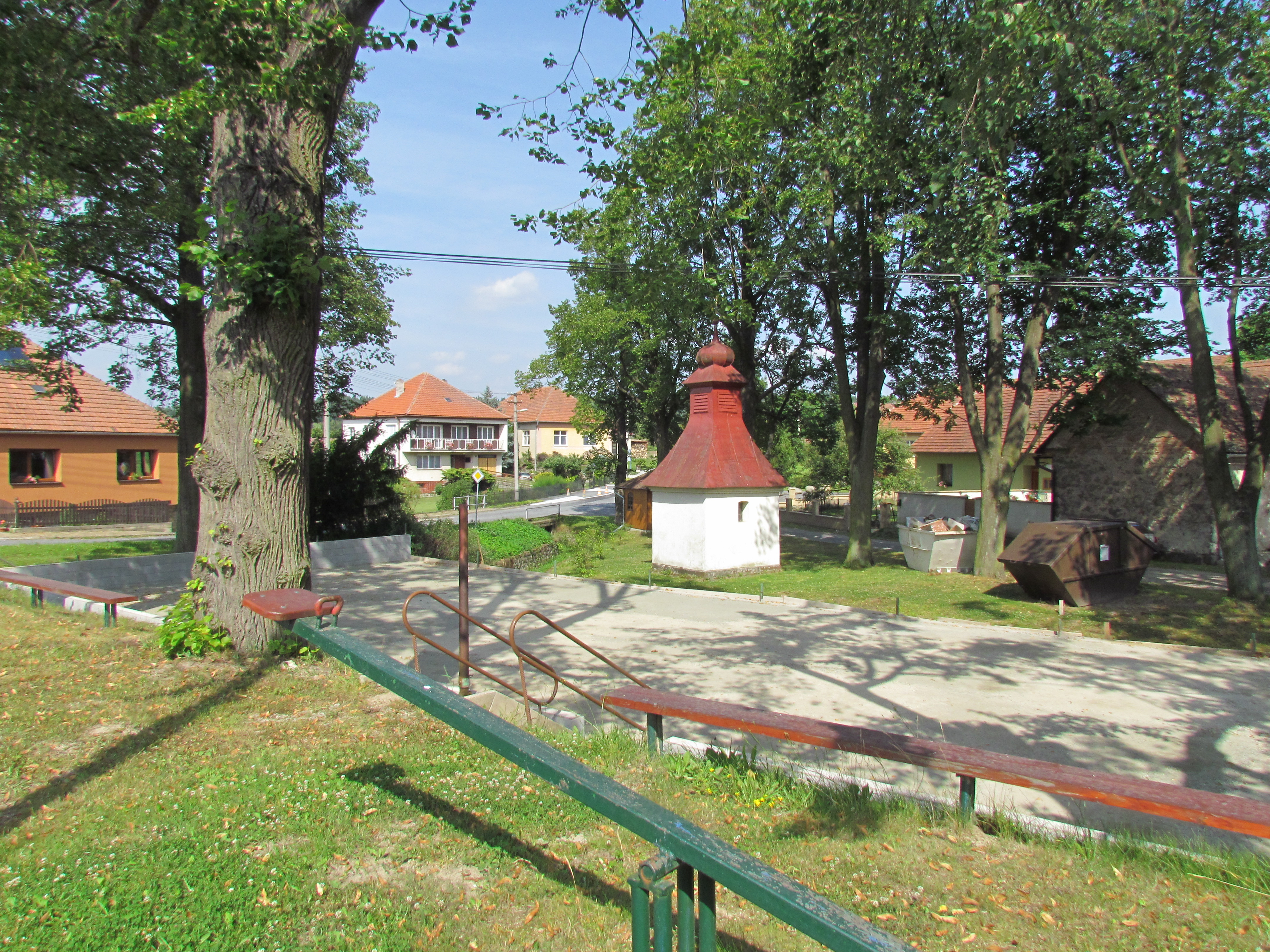
Ortszentrum

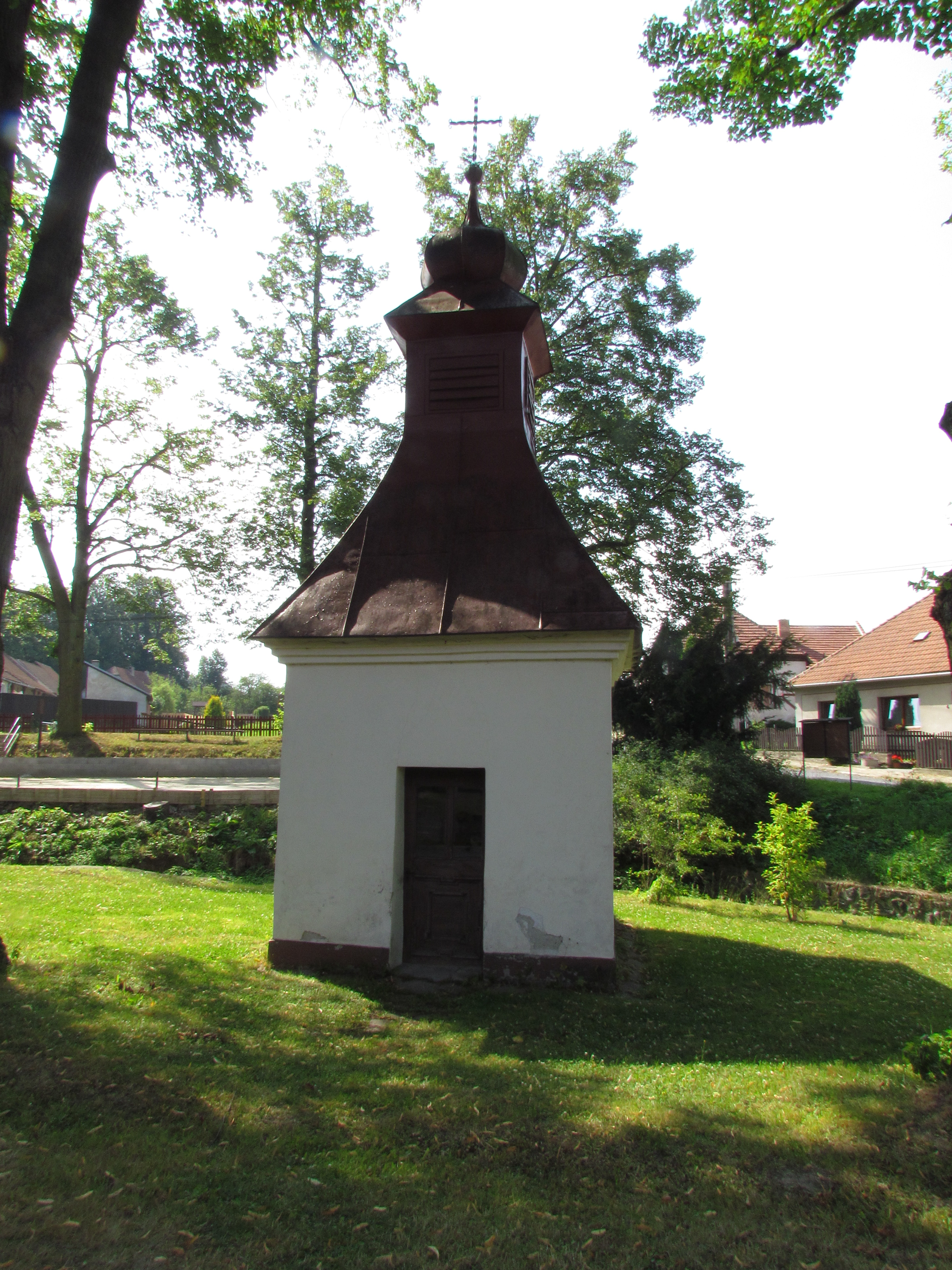
Kapelle der hl. Dreifaltigkeit

Batouchovice (deutsch Batauchowitz auch Batouchowitz) ist ein Ortsteil der Gemeinde Bochovice in Tschechien. Er liegt zehn Kilometer südwestlich von Velké Meziříčí und gehört zum Okres Třebíč.

## Geographie
Batouchovice befindet sich in der Křižanovská vrchovina (Krischanauer Bergland) im Süden der Böhmisch-Mährischen Höhe. Das Dorf liegt an einem linken Zufluss zum Bach Bochovický potok auf dem Gebiet des Naturparks Třebíčsko. Östlich erheben sich der Telečkov (604 m n.m.) und der Na Hlavinách (606 m n.m.) sowie südwestlich der Bochovec (604 m n.m.). 
Nachbarorte sind Horní Radslavice und Horní Heřmanice im Norden, Baliny und Nový Telečkov im Nordosten, Oslavička und Vlčatín im Osten, Hodov und Rudíkov im Südosten, Hroznatín im Süden, Horní Vilémovice, Věstoňovice und Benetice im Südwesten, Svatoslav im Westen sowie Žákův Mlýn und Bochovice im Nordwesten.

## Geschichte
Die erste schriftliche Erwähnung von Bathuchowicz erfolgte im Jahre 1381, als der Vladike Přibík Ostruh von Črčín – der das Erbgut seinerzeit von dem in Apulien verstorbenen Johann von Meziříč gekauft hatte – die Feste mit dem halben Freihof, vier Zinshufen, Wiesen und Wäldern an Tomáš Hrb veräußerte. 1385 verkaufte Hrb diesen Besitz an Pavlík von Újezd. Den anderen Anteil des Gutes Batuschowicz schenkte Přibík Ostruh 1390 zu seinem Seelenheil dem Benediktinerkloster Třebíč, das ihn als Afterlehen übernahm. Im Jahre 1399 wurden Johann und Dorothea von Patuchowitz als Besitzer verschiedener Anteile erwähnt. Dorothea, die Witwe des Pavlík von Patuchowitz, nahm 1406 ihren Sohn Niklas in Gütergemeinschaft auf ihren halben Hof in Patuchowitz auf. Johann von Patuchowitz verschrieb seiner Frau Margarethe auf seinem Anteil des Hofes eine Morgengabe. 1428 übernahm Niklas von Patuchowitz zusammen mit seiner Frau Elisabeth den mütterlichen Freihof. Andreas von Patuchowitz kaufte 1437 einen Anteil von Svařanov und zehn Jahre später das gesamte Dorf. Die noch bis 1452 nachweislichen Ritter von Patuchowitz hatten in Batouchovice selbst keine Besitzungen mehr. 
Nach der Zerstörung des Klosters Třebíč wurde das Afterlehen Batouchovice zusammen mit den Klostergütern verpfändet. Im Jahre 1556 erwarb Vratislav von Pernstein die Třebíčer Güter einschließlich dem Lehngut Batouchovice erblich. Zwei Jahre später ließ er sie auf Burian Osovský von Doubravitz intabulieren. Dessen Sohn Smil trennte das lediglich aus dem Herrenhof und zwei untertänigen Höflern bestehende Lehngut Batouchovice im Jahre 1576 von den Třebíčer Gütern ab und überließ es dem Besitzer der Herrschaft Namiescht, Johann d. Ä. von Žerotín († 1583). Dieser schlug dem Gut noch die umliegenden Dörfer Bochowitz, Hrozniatin und Vlaczatin zu. Während des Dreißigjährigen Krieges verkaufte Karl der Ältere von Žerotín die Herrschaft Namiescht mit dem angeschlossenen Gut Batauchowic 1628 seinem Schwager Albrecht von Waldstein. Zu dieser Zeit lag das ganze Dorf Batouchovice wüst, nur noch der herrschaftliche Hof war bewirtschaftet. Wallenstein veräußerte die Herrschaft bald an Johann Baptist Verda von Verdenberg, der sie 1630 zur Grafschaft erheben ließ. Nachfolgende Grundherren waren ab 1666 die Herren von Enckevort, danach ab 1743 die Grafen von Kuefstein und ab 1752 die Grafen Haugwitz. Im Laufe der Zeit wurden um den Hof neue kleine Bauernstellen angelegt.
Im Jahre 1842 bestand das im Iglauer Kreis gelegene Dorf Batauchowitz bzw. Batuchowice aus 9 Häusern, in denen 51 Personen lebten. Im Ort gab es ein neu erbautes herrschaftlicher Jägerhaus, einen Meierhof und ein Branntweinhaus. Pfarr- und Schulort war Rudikau. Bis zur Mitte des 19. Jahrhunderts blieb Batauchowitz dem mit der Fideikommissgrafschaft Namiescht verbundenen gleichnamigen landtäflichen Gut untertänig.
Nach der Aufhebung der Patrimonialherrschaften bildete Batouchovice / Batauchowitz ab 1849 einen Ortsteil der Gemeinde Rudíkov im Gerichtsbezirk Groß Meseritsch. Ab 1869 gehörte Batouchovice zum Bezirk Groß Meseritsch. Zu dieser Zeit hatte das Dorf 71 Einwohner und bestand aus 10 Häusern. Am 27. Oktober 1881 veräußerte Heinrich von Haugwitz den Batauchowitzer Großgrundbesitz 50.600 Gulden je hälftig an Adolf Lieblich sowie die Brüder Heinrich und Ludwig Heller aus Iglau. Nach Ludwig Hellers Tod fiel der Viertelanteil seiner Witwe Franziska und dem minderjährigen Sohn Ludwig zu. 1893 kaufte Ludwig Heller jun. dem Adolf Lieblich dessen Hälfte ab; im Jahr darauf erbte er den Anteil seines Onkels Heinrich. Nachdem Ludwig Heller jun. 1898 auch den Anteil seiner verstorbenen Mutter übernommen hatte, war er alleiniger Besitzer der Grundherrschaft. Im Jahre 1900 lebten in Batouchovice 92 Personen; 1910 waren es 100. Ein Teil des Meierhofes wurde nach dem Ersten Weltkrieg zu einer genossenschaftlichen Brennerei umgebaut. Beim Zensus von 1921 lebten in den 15 Häusern des Dorfes 99 Personen, darunter 98 Tschechen. Im Jahre 1930 bestand Batouchovice aus 17 Häusern und hatte 80 Einwohner. Zwischen 1939 und 1945 gehörte Batouchovice / Batouchowitz zum Protektorat Böhmen und Mähren. Im Jahre 1950 hatte Batouchovice 86 Einwohner. Im Zuge der Gebietsreform und der Aufhebung des Okres Velké Meziříčí kam das Dorf am 1. Juli 1960 zum Okres Třebíč. 1961 erfolgte die Umgemeindung nach Bochovice. Beim Zensus von 2001 lebten in den 20 Häusern des Dorfes 62 Personen.

## Ortsgliederung
Der Ortsteil Batouchovice bildet einen Katastralbezirk.

## Sehenswürdigkeiten
- Kapelle der hl. Dreifaltigkeit